# Georges Hébert

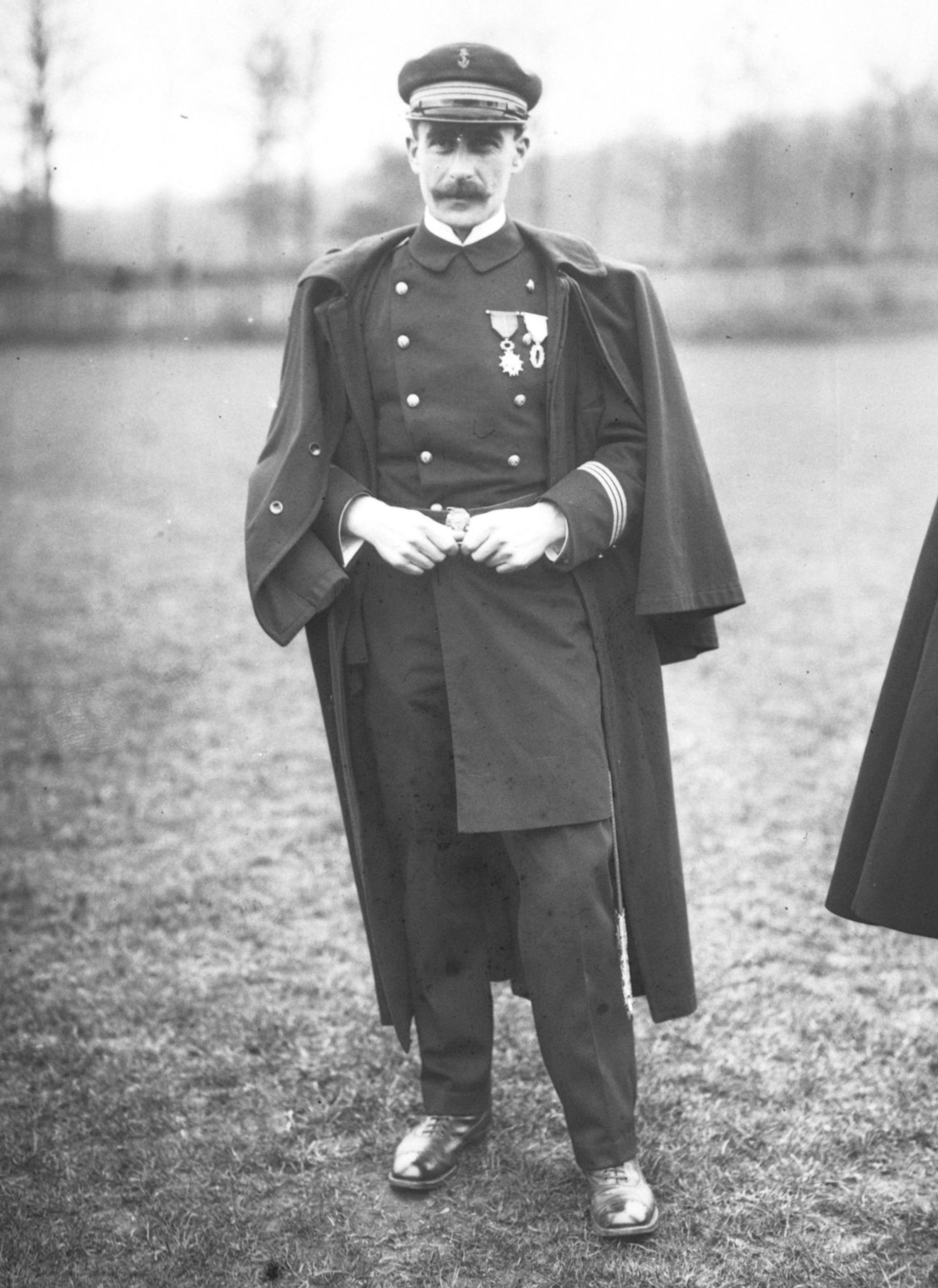
Hébert in 1913

Georges Hébert (Parijs, 27 april 1875 – Tourgéville, 2 augustus 1957) was een Franse marineofficier. Hij was de ontwikkelaar van de sportbeoefening "méthode naturelle", ook "hébertisme" genoemd, waar heden ten dage nog steeds in wordt getraind.
Hébert ontwikkelde deze eigen manier van lichamelijke oefening met als doel zijn manschappen op fysiek en moreel gebied zodanig te sterken dat ze volledig waren aangepast aan elk denkbaar met obstakels bezaaid parcours in de buitenlucht. Er werd getraind op weerstand, kracht, snelheid en explosiviteit. De uit te voeren onderdelen waren onder andere lopen, rennen, springen, klimmen, gewichtheffen, werpen, balanceren, zelfverdediging, zwemmen en voortbewegen op handen en voeten.
Vanwege zijn achtergrond bij de marine gebruikte Hébert op zijn parcours soms hindernissen gebaseerd op de obstakels die te vinden waren op het scheepsdek. De méthode naturelle ontwikkelde zich tijdens beide wereldoorlogen en in mindere mate in de tussenliggende tijd. Het werd de standaard voor lichamelijke training bij de Franse krijgsmacht. Veel militaire oefenbanen in Frans Canada en Europa worden tegenwoordig nog steeds hébertismebanen genoemd.
De sportbeoefening genoot lange tijd nauwelijks bekendheid meer, maar dankzij de door David Belle ontwikkelde en op hébertisme gebaseerde kunst der voortbeweging parkour wint de discipline weer aan bekendheid.
In 1955 werd Hébert door de Franse regering onderscheiden voor zijn werk.

## Werken van Hébert
- L'éducation physique ou l'entraînement complet par la méthode naturelle, Librairie Vuibert, Paris, 1912
- La Culture Virile et les Devoirs Physiques de L'Officier Combattant, Libairie Vuilbert, Paris, 1913
- Le Sport contre l’Éducation physique, Librairie Vuibert, Paris, 1946, 4e édition (1e édition. 1925)
- L'éducation physique et morale par la méthode naturelle. Tome I. Exposé doctrinal et Principes directeurs de travail, nombreuses illustrations, Librairie Vuibert, Paris, 1941-1942
- L'éducation physique virile et morale par la méthode naturelle. Tome II. Technique des Exercices. Technologie. Marche. Course. Saut., Librairie Vuibert, Paris, 1942, 643 pp.
- L'éducation physique virile et morale par la méthode naturelle. Tome III. Technique des exercices. Fascicule 1. Quadrupédie., Librairie Vuibert, Paris, 1943, 244 pp.
- L'éducation physique virile et morale par la méthode naturelle. Tome III. Technique des exercices. Fascicule 2. Grimper., Librairie Vuibert, Paris, 1943, 244 pp.
- Marche et Sauts, 1942
- Grimper, 1943
- Equilibrisme, 1946